# Friedrich Hörner
Friedrich Hörner (* 1877; † 1954) war ein deutscher Kommunalpolitiker (SPD).

## Leben
Hörner war der Älteste von sechs Geschwistern. Sein Vater August war Schneidermeister. Ab dem Jahr 1896 arbeitete Friedrich Hörner in einem Rothenburger Industriebetrieb. Im gleichen Jahr trat er der Gewerkschaft bei. Er heiratete am 11. Juli 1900 in der Kirche St. Jakob die 20-jährige Elise Strohmaier aus Schwäbisch Hall. Das Ehepaar bezog einen kleinen selbsterwirtschafteten Besitz zogen dort ihre drei Kinder auf, darunter ein Pflegekind, auf.

## Politik
Nach seiner Rückkehr aus dem Ersten Weltkrieg wurde er im Jahr 1918 in den Stadtrat gewählt, dem er als Fraktionsführer der SPD bis zum Jahr 1933 angehörte. Nachdem die SPD mit der Machtergreifung der Nationalsozialisten verboten wurde, löste sich die SPD-Fraktion in Rothenburger Rathaus selbst auf. Hörner wurde mit anderen kurze Zeit in Schutzhaft genommen, zuerst im Rothenburger Gefängnis dann in Uffenheim. Nach seiner Rückkehr verschwand er, wie viele andere auch, von der öffentlichen Bildfläche.
Hörner war Oberbürgermeister der Stadt Rothenburg ob der Tauber. Er wurde von den Amerikanern im Jahr 1945 als Bürgermeister eingesetzt. Nach sieben Jahren wurde der SPD-Bürgermeister wiedergewählt.

## Ehrungen
- 1953: Verdienstkreuz am Bande der Bundesrepublik Deutschland[1]

## Würdigungen
- Benennung des Friedrich-Hörner-Weges in Rothenburg ob der Tauber[2][1]
- Bürgermedaille der Stadt Rothenburg ob der Tauber[1]